# Струтинский, Дмитрий Иванович
Дмитрий Иванович Струтинский — советский хозяйственный, государственный и политический деятель, генеральный директор Лазовского производственного лесозаготовительного объединения Министерства лесной и деревообрабатывающей промышленности СССР, Хабаровский край. Герой Социалистического Труда.

## Биография
Родился 9 мая 1926 года в селе Улашановка Пулинского района Волынского округа Украинской ССР (ныне – Пулинского района Житомирской области Украины). Украинец.
В 1933 году родителей Дмитрия в принудительном порядке сослали на Дальний Восток. Жили в Нанайском районе Дальневосточного (с 1938 года – Хабаровского) края. В 1942 году семью переслали в Оборский леспромхоз. Жить определили в посёлке Дурмин района имени Лазо Хабаровского края.
В 1943-1948 годах служил в Советской Армии. Участвовал в войне с Японией. Демобилизован в ноябре 1948 года.
В 1960 году окончил Сибирский технологический институт в городе Красноярск и был направлен на работу на лесопункт Верхний Обор района имени Лазо Хабаровского края. Работал техноруком, а затем начальником лесопункта.
В 1963 году, пройдя переподготовку при Ленинградской лесотехнической академии, был определён во вновь строящийся Уликанский леспромхоз, расположенный на реке Кур в Хабаровском районе, где работал главным инженером, а затем директором леспромхоза. За успехи, достигнутые в выполнении заданий семилетнего плана по развитию лесной и деревообрабатывающей промышленности (1959-1965) награждён орденом Трудового Красного Знамени, а за успехи в выполнении заданий плана восьмой пятилетки (1966-1970) – орденом Октябрьской Революции.
В 1971 году переведён в район имени Лазо на должность директора Хорского леспромхоза. В середине 1975 года назначен генеральным директором образованного Лазовского производственного лесозаготовительного объединения с центром в селе Сита Лазовского района Хабаровского края.
Указом Президиума Верховного Совета СССР от 10 марта 1976 года за выдающиеся производственные успехи, достигнутые в выполнении заданий девятой пятилетки, Струтинскому Дмитрию Ивановичу присвоено звание Героя Социалистического Труда с вручением ордена Ленина и золотой медали «Серп и Молот».
В 1980 году освобожден от должности по состоянию здоровья и назначен директором Хабаровского автолесовозного хозяйства.
С 1986 года – на пенсии.
Жил в Хабаровске. Умер в 2008 году.

## Награды
- Золотая медаль «Серп и Молот» (10.03.1976)
- Орден Ленина (10.03.1976)
- Орден Октябрьской Революции (07.05.1971)
- Орден Трудового Красного Знамени (17.09.1966)
- Орден Отечественной войны II степени (11.03.1985)[2]

- Медаль «В ознаменование 100-летия со дня рождения Владимира Ильича Ленина» (6 апреля 1970)
- Медаль «За доблестный труд»
- Медаль «За победу над Германией в Великой Отечественной войне 1941—1945 гг.» (9 мая 1945[3])
- Медаль «За победу над Японией» (30 сентября 1945)
- Юбилейная медаль «Двадцать лет Победы в Великой Отечественной войне 1941—1945 гг.» (7 мая 1965[4])
- Юбилейная медаль «Тридцать лет Победы в Великой Отечественной войне 1941—1945 гг.»[5]
- Медаль «Сорок лет Победы в Великой Отечественной войне 1941-1945 гг.»[6]
- Медаль Жукова (1994)
- Юбилейная медаль «50 лет Победы в Великой Отечественной войне 1941—1945 гг.»[7]
- Медаль «Ветеран труда»
- Медаль «30 лет Советской Армии и Флота»[8]
- Юбилейная медаль «40 лет Вооружённых Сил СССР»[9]
- Юбилейная медаль «50 лет Вооружённых Сил СССР» (26 декабря 1967[10])
- Юбилейная медаль «60 лет Вооружённых Сил СССР» (28 января 1978[11])
- Юбилейная медаль «70 лет Вооружённых Сил СССР» (28 января 1988[12])
- Знак «Гвардия»
- Знак МО СССР «25 лет Победы в Великой Отечественной войне» (24 апреля 1970)

## Память
- В 2011 году в посёлке Сита района имени Лазо на фасаде здания школы установлена мемориальная доска Д.И. Струтинскому.
- На могиле установлен надгробный памятник.
- Его имя увековечено в Главном Храме Вооружённых сил России, и навсегда запечатлено на мемориале «Дорога памяти»